# El Haçaiba
El Haçaiba (în arabă الحصيبة) este o comună din provincia Sidi Bel Abbès, Algeria.
Populația comunei este de 2.895 de locuitori (2008).